# Delphinium newtonianum
Delphinium newtonianum là một loài thực vật có hoa trong họ Mao lương. Loài này được D.M.Moore mô tả khoa học đầu tiên năm 1939.